# Loi de 2000 sur les normes d'emploi
Pour un article plus général, voir Loi sur les normes d'emploi.
La Loi de 2000 sur les normes d'emploi est la principale loi statutaire ontarienne en matière de normes du travail. 
Elle légifère dans les domaines suivants : 
- La continuité d'emploi
- Le versement des salaires
- Les dossiers
- Les heures de travail et les périodes de repas
- Le paiement des heures supplémentaires
- Le salaire minimum
- Les jours fériés
- Les congés payés
- Un salaire égal pour un travail égal
- Les régime d'avantages sociaux
- Les absences autorisées (congé de maternité, congé parental, congé familial pour raison médicale, congé pour don d'organes, congé de situation d'urgence déclarée, congé d'urgence, congé de réserviste)
- Licenciement et cessation d'emploi
- Les détecteurs de mensonge
- Les établissements de commerce de détail
- Les représailles
- Les agences de placement temporaire
- Les fournisseurs de services de gestion d'immeubles

Au Québec, la Loi sur les normes du travail légifère sur le même sujet général. 